# Mundos Opuestos (álbum)
Mundos Opuestos é o segundo álbum de estúdio da dupla americana de música pop country Ha*Ash, composta pelas irmãs Hanna Nicole e Ashley Grace. Foi lançado em 27 de setembro de 2005 pela Sony Music Latin, e foi apoiado por quatro singles: "Amor a medias", "Me entrego a ti", "¿Qué hago yo?" e "Tu mirada en mi".

## Lançamento e gravação
Em 2005, o duo retornou com seu segundo álbum pela mão do mesmo produtor que fez Ha*Ash, contando colaborações com vários compositores, incluindo Gian Marco, intitulado "Mundos opuestos", baseado no caráter diferente das irmãs. Foi lançado em 27 de setembro de 2005. Essa produção atingiu o número oito nas paradas mexicanas, além de obter as certificações de ouro e platina no país. Em 2006, uma reedição do álbum foi lançada para incluir o corte «Postal Code», o tema de uma novela mexicana de mesmo nome.
Em 2005, eles receberam o disco de ouro no México, mais tarde, em 24 de agosto de 2006, Ha*Ash recebeu o disco de platina por mais de 100.000 cópias vendidas. Em 17 de novembro de 2017, a AMPROFON atualizou as certificações e o álbum recebeu um disco de ouro platina. O disco conseguiu vender cerca de 500.000 cópias.

## Singles e desempenhos
O primeiro single do álbum «Amor a medias» em abril de 2006 alcançou o #1 nas rádios do México. «Me entrego a ti» e «¿Qué hago yo?» tornou-se o segundo e terceiro single, ambos escrito pela falecida cantora Soraya,  que conseguindo chegar ao segundo e primeiro lugar no México, respectivamente, Em 12 de fevereiro de 2007, «¿Qué hago yo?» foi certificada pela AMPROFON como um disco de platina em formato rigtone. Finalmente, em abril de 2006, "Tu mirada en mi" quarto e último single desta produção de discos foi lançado, foi lançado apenas para os Estados Unidos.

## Desempenho do álbum
O álbum alcançou o 8º lugar nas paradas de álbuns mexicanas. Em 2005, o álbum foi certificado como ouro no México. Em 24 de agosto de 2006, o álbum foi certificado como platina no México. Em 17 de novembro de 2017, o álbum acabou sendo certificado platina + ouro no México.

## Lista de faixas
| Edição Padrão |                                                 |                                            |                |         |  |
| N.º           | Título                                          | Compositor(es)                             | Produtor(es)   | Duração |  |
| 1.            | "Si tú quieres ser"                             | Ashley Grace, Hanna Nicole, Áureo Baqueiro | Áureo Baqueiro | 3:54    |  |
| 2.            | "Amor a medias"                                 | Áureo Baqueiro, Salvador Rizo              | Baqueiro       | 4:13    |  |
| 3.            | "Tu mirada en mi"                               | Ashley, Hanna , Baqueiro, Gian Marco       | Baqueiro       | 3:44    |  |
| 4.            | "Ya no" (ft. Kalimba)                           | Baqueiro                                   | Baqueiro       | 3:40    |  |
| 5.            | "Me entrego a ti"                               | Soraya                                     | Baqueiro       | 3:45    |  |
| 6.            | "No te puedo enamorar"                          | Ashley, Hanna , Baqueiro, Carla Garcia     | Baqueiro       | 4:15    |  |
| 7.            | "Aléjate de mi hermana"                         | Baqueiro , Salvador Rizo                   | Baqueiro       | 4:03    |  |
| 8.            | "Quédate conmigo"                               | Baqueiro, Fernando González                | Baqueiro       | 4:20    |  |
| 9.            | "Más perfecta que normal"                       | Marti Dodson, Rebecca Lynn, Tom Shapiro    | Baqueiro       | 3:01    |  |
| 10.           | "Vaquera" (I Want to Be a Cowboy's Sweet Heart) | Patsy Montana                              | Baqueiro       | 2:42    |  |
| 11.           | "Pobre diabla"                                  | Claudia Brant, America Jimenez             | Baqueiro       | 3:58    |  |
| 12.           | "¿Qué hago yo?"                                 | Soraya                                     | Baqueiro       | 3:26    |  |

| Edição Deluxe |                 |                               |              |         |  |
| N.º           | Título          | Compositor(es)                | Produtor(es) | Duração |  |
| 13.           | "Código Postal" | Carlos de Yarza, Carlos Ponce | Baqueiro     | 3:05    |  |

## Tabelas musicais
| Tabela musical (2005) | Melhor posição |
| --------------------- | -------------- |
| México (Amprofon)     | 8              |

## Certificações
| Região | Certificação  | Vendas/distribuição |
| --- | ------------- | ------------------- |
| México (AMPROFON) | Platina+ Ouro | 150,000 ^           |
| Mundo - IFPI | —             | 500 000+            |
| *vendas baseadas apenas na certificação ^distribuições baseadas apenas na certificação ‡dados de streaming baseados somente em certificação |               |                     |